# Waycross
Waycross est une ville américaine, siège du comté de Ware, dans l’État de Géorgie. Lors du recensement de 2010, sa population s’élevait à 14 725 habitants. À noter qu’une petite fraction de la ville s’étend sur le comté de Pierce.

## Démographie
| Groupe            | Waycross | Géorgie | États-Unis |
| ----------------- | -------- | ------- | ---------- |
| Afro-Américains   | 55,1     | 30,5    | 12,6       |
| Blancs            | 40,7     | 59,7    | 72,4       |
| Métis             | 1,8      | 2,1     | 2,9        |
| Asiatiques        | 0,8      | 3,3     | 4,8        |
| Autres            | 1,3      | 4,1     | 6,2        |
| Amérindiens       | 0,3      | 0,3     | 0,9        |
| Total             | 100      | 100     | 100        |
|                   |          |         |            |
| Latino-Américains | 2,8      | 8,8     | 16,7       |

Selon l'American Community Survey, pour la période 2011-2015, 92,91 % de la population âgée de plus de 5 ans déclare parler l'anglais à la maison, 4,43 % l'espagnol, 0,94 % le coréen, 0,80 % le français et 0,92 % une autre langue.
| 1880 | 1890  | 1900  | 1910   | 1920   | 1930   |
| ---- | ----- | ----- | ------ | ------ | ------ |
| 628  | 3 364 | 5 919 | 14 485 | 18 068 | 15 510 |

| 1940   | 1950   | 1960   | 1970   | 1980   | 1990   |
| ------ | ------ | ------ | ------ | ------ | ------ |
| 16 763 | 18 899 | 20 944 | 18 996 | 19 371 | 16 410 |

| 2000   | 2010   | - | - | - | - |
| ------ | ------ | - | - | - | - |
| 15 333 | 14 649 | - | - | - | - |

## Source
- (en) Cet article est partiellement ou en totalité issu de l’article de Wikipédia en anglais intitulé « Waycross, Georgia » (voir la liste des auteurs).